# Panino (obwód lipiecki)
Panino (ros. Панино) – wieś (sieło) w Rosji, w obwodzie lipieckim, w rejonie dobrowskim. W 2010 liczyła 848 mieszkańców.